# Сбегинське сільське поселення
Сбе́гинське сільське поселення (рос. Сбегинское сельское поселение) — сільське поселення у складі Могочинського району Забайкальського краю Росії.
Адміністративний центр — селище Сбега.

## Населення
Населення сільського поселення становить 1824 особи (2019; 1951 у 2010, 1830 у 2002).

## Склад
До складу сільського поселення входять:
| Населений пункт | Населення, осіб (2002) | Населення, осіб (2010) |
| --------------- | ---------------------- | ---------------------- |
| Джелонда, село  | 152                    | 125                    |
| Нанагри, селище | 80                     | 65                     |
| Сбега, селище   | 1532                   | 1712                   |
| Темна, селище   | 66                     | 49                     |